# Saint-Imier

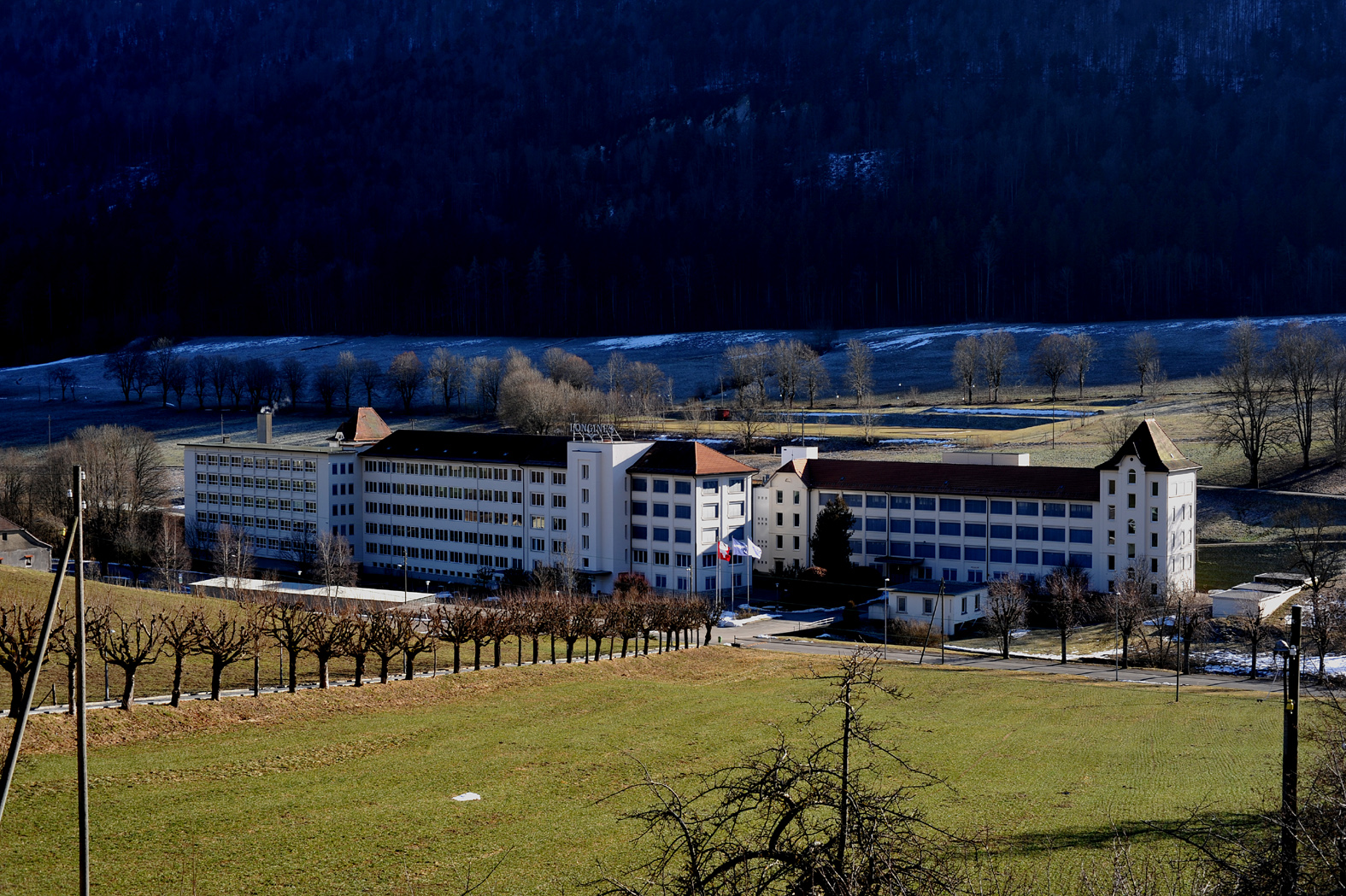
Fabrik von Longines in Saint-Imier

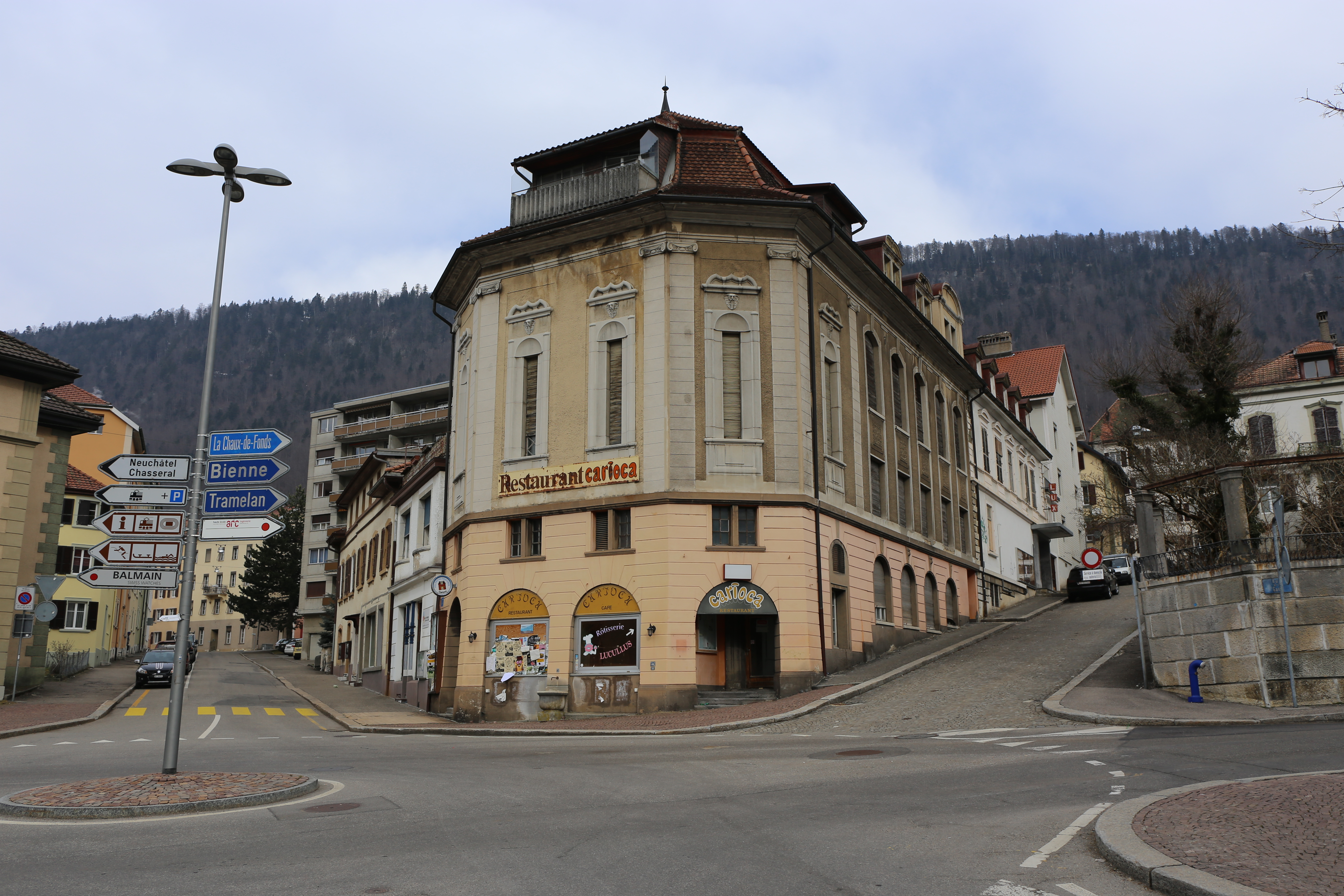
Der erste Eindruck am Bahnhof

Saint-Imier ist eine Einwohnergemeinde im Schweizer Kanton Bern. Sie gehört zum Verwaltungskreis Berner Jura. Der deutsche Name Sankt Immer wird heute hauptsächlich noch in der weiteren Region verwendet.

## Geographie

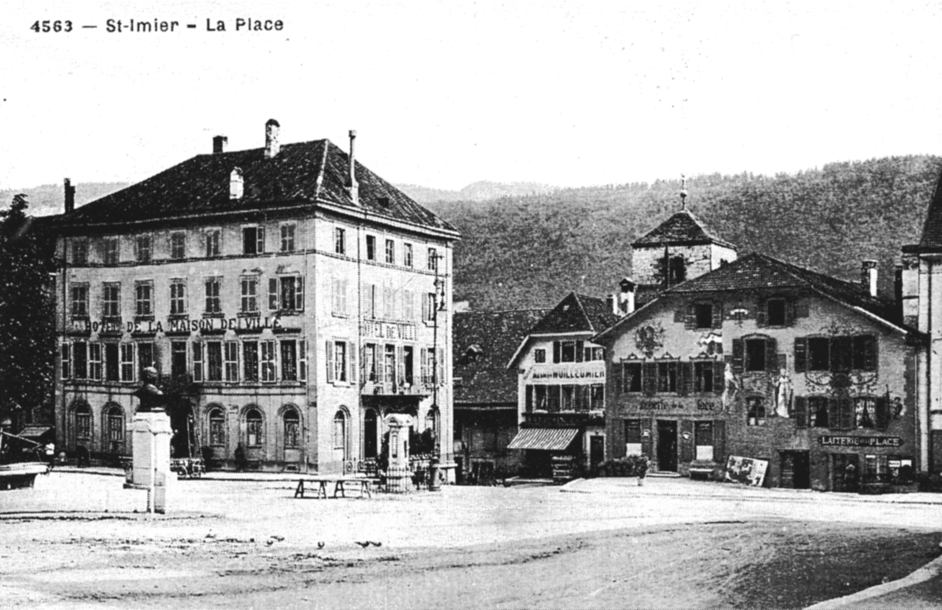
Hôtel de la maison de Ville, später das Hôtel Central, um etwa 1890

Saint-Imier befindet sich 15 km nordöstlich von La Chaux-de-Fonds (Luftlinie). Die Ortschaft liegt auf 820 m ü. M. im zentralen Teil des Juralängstals Vallon de Saint-Imier grösstenteils auf der linken Seite der Schüss (französisch Suze). Nach Norden erstreckt sich das 20,9 km² grosse Gemeindegebiet über den Mont Soleil, der mit 1289 m ü. M. den höchsten Teil der Antiklinale der Montagne du Droit bildet, die das gesamte Vallon de Saint-Imier auf seiner Nordseite begleitet, hinaus.
Die kesselförmigen Landschaftsteile Chenevières und Champ Meusel am Südhang des Mont Soleil, nördlich von Saint-Imier, sind ausgeprägte Erosionsformen. Gemäss dem Schweizer Geologen Michel Monbaron lassen sich diese und ähnliche Geländeformen im Faltenjura (wie etwa der Creux du Van im Kanton Neuenburg) mit der klassischen Erosion «des Fluviokarstes und einer glazialen und/oder periglazialen Überprägung erklären». In der Senke Champ Meusel befindet sich ein Biotop mit einem Feuchtgebiet, das im Bundesinventar der Hoch- und Übergangsmoore von nationaler Bedeutung aufgeführt ist. Früher wurde eine andere Hypothese für die Entstehung der Landschaftsform vorgeschlagen: man vermutete als Ursache der Bodenform den Einschlag eines Meteoriten.
Mit einem schmalen Streifen reicht das Gemeindegebiet von Saint-Imier nördlich des Mont Soleil weiter in die Senke von La Chaux d’Abel hinunter, die geographisch zu den Freibergen (französisch Franches-Montagnes) gehört. Sie zeigt die typische leicht gewellte Hochfläche des Plateaujuras, auf der sich meist oberirdisch abflusslose Senken mit Kuppen aus Kalkstein abwechseln. Das geschützte Moorgebiet Tourbière de la Chaux d’Abel ist unter anderem im Bundesinventar der Hoch- und Übergangsmoore von nationaler Bedeutung und im Verzeichnis der Amphibienlaichgebiete von nationaler Bedeutung aufgeführt. Nach Süden erstreckt sich die Gemeindefläche auf die Höhe von Les Pontins, wo ebenfalls ein bedeutendes Moorgebiet liegt, und ganz im Südosten auf die nördliche Krete der Chasseral-Kette. Hier befindet sich auf der Cornette mit 1490 m ü. M. der höchste Punkt von Saint-Imier. Der Chasseral ist als Landschaftsschutzgebiet im Bundesinventar der Landschaften und Naturdenkmäler von nationaler Bedeutung (BLN) verzeichnet. Auf den Jurakämmen erstrecken sich ausgedehnte Hochweiden mit den charakteristischen mächtigen Fichten, die einzeln oder in Gruppen stehen. Von der Gemeindefläche entfielen 1997 9 % auf Siedlungen, 42 % auf Wald und Gehölze, 48 % auf Landwirtschaft, und etwas weniger als 1 % war unproduktives Land.
Zu Saint-Imier gehören die Siedlung Sur le Pont (780 m ü. M.) auf der südlichen Seite der Schüss sowie zahlreiche Einzelhöfe, die weit verstreut auf den Jurahöhen liegen. Nachbargemeinden von Saint-Imier sind Sonvilier und Villeret im Kanton Bern, Muriaux, Le Noirmont und Les Bois im Kanton Jura sowie Val-de-Ruz im Kanton Neuenburg.

## Geschichte

Luftbild aus 300 m von Walter Mittelholzer, 1925

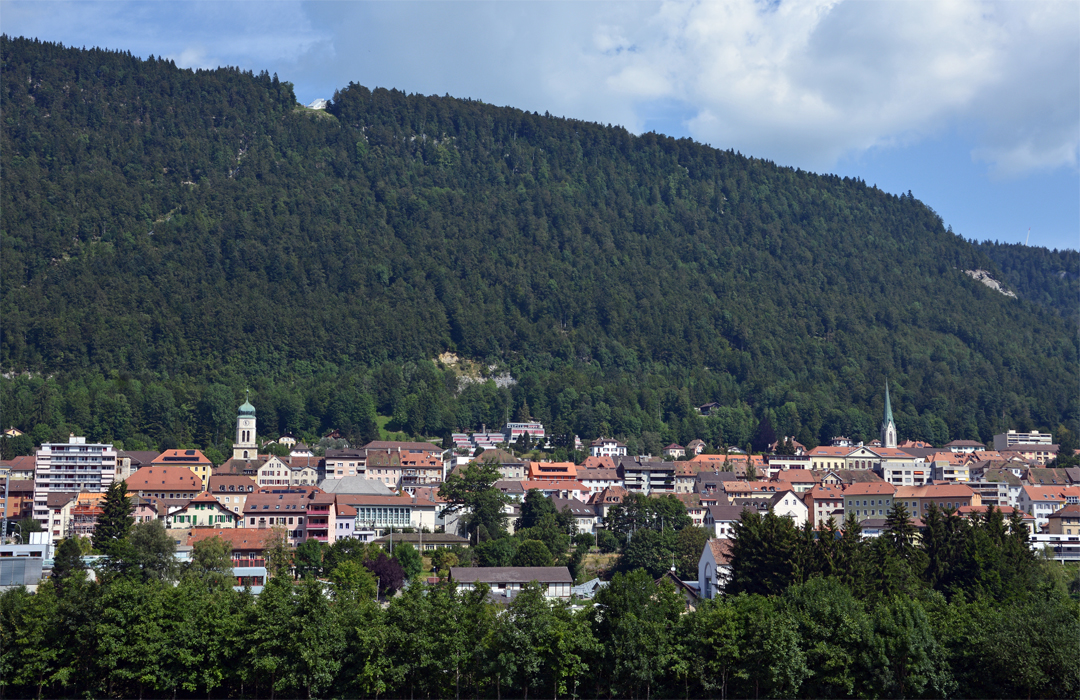
Ansicht von Süden

Der Ursprung von Saint-Imier geht auf den heiligen Himerius zurück, einen Eremiten, der aus Lugnez in der Ajoie stammte und sich um 600 im Schüsstal niederliess. Auf seinem Grab wurde eine Kapelle errichtet und ein Benediktinerkloster gegründet. Die Siedlung entwickelte sich bald zu einem Wallfahrtsort. Die erste schriftliche Erwähnung des Ortes datiert auf das Jahr 884, als Kaiser Karl III. die cella sancti Hymerii dem Kloster Moutier-Grandval schenkte. Später erschienen die Bezeichnungen Sanctus Ymerius (962) und Sanctus Imerius (1239).
Im Jahr 999 kam Saint-Imier durch eine Schenkung von König Rudolf III. von Burgund zusammen mit Moutier an den Bischof von Basel. Das Kloster Saint-Imier wurde in der ersten Hälfte des 12. Jahrhunderts in ein weltliches Chorherrenstift umgewandelt. Es unterstand zwar dem Bistum Lausanne, die Gerichtsbarkeit übte aber bis zur Reformation der Bischof von Basel aus. 1335 schloss Saint-Imier ein Burgrecht mit der Stadt Biel, was den Beginn der Einflussnahme Biels auf die Herrschaft Erguel im Vallon de Saint-Imier bedeutete. Von Biel wurde 1530 die Reformation eingeführt und das Kapitel aufgelöst.
Während des Dreissigjährigen Krieges wurde Saint-Imier schwer in Mitleidenschaft gezogen. Von 1797 bis 1815 gehörte die Gemeinde zu Frankreich und war anfangs Teil des Département Mont-Terrible, das 1800 mit dem Département Haut-Rhin verbunden wurde. Durch den Entscheid des Wiener Kongresses kam Saint-Imier 1815 an den Kanton Bern, der es dem Bezirk Courtelary zuteilte. Inzwischen war in Saint-Imier eine vorindustrielle Uhrenproduktion angelaufen.
Manche Arbeiter kehrten in den Abendstunden erst spät in die beengten Wohnungen zurück, sie gingen lieber in ein Café. Einige machten Lundi-Bleu, dies bedeutete, dass sie manchmal am Montag nicht zur Arbeit gingen, ein aus dem Mittelalter stammender Brauch. Die ab 1882 bestehende lokale Sektion der Abstinenz-Organisation Blaues Kreuz richtete 1893 (Rue du Temple) und 1894 (Rue Basse) zwei alkoholfreie Freizeitlokale ein, die auch das Ziel hatten, die sich dort aufhaltenden Männer zu evangelisieren. Ihr Hauptsitz war die Maison des Rameaux an der Rue du Midi. Sie vertraten die Sichtweise, dass «nur Christus einen der Sünde verfallenen Mann frei machen» kann. Der gewerkschaftliche Cercle ouvrier entgegnete dem, «es wird häufig gesagt, Alkohol führe zu Elend […] aber es ist Elend, das zu Alkoholismus führt». Deshalb strebten sie nach einer sozialen Revolution zur Überwindung dieser Zustände.
Im Arbeitskampf gab es immer wieder Streiks und Aussperrungen. Um in diesen finanziell schwierigen Zeiten ihre Forderungen aufrechterhalten zu können, gründeten die Arbeiter die Streikkasse Société de résistance. Seit 1849 gab es die Kasse für gegenseitige Hilfe Société mutuelle. Im Generalstreik 1918 musste Longines dicht machen. Aus Renan kam ein grosser Streikzug zur Verstärkung herbeigeeilt.
1891 wurde in Saint-Imier mit dem Le Socialiste die erste Zeitung der Sozialdemokratischen Partei der Schweiz in der Romandie gegründet. Auch Le Jura Bernois erschien hier. Der 1902 gegründete Arbeiterverein Cercle ouvrier verfügte ab 1920 über sein eigenes Volkshaus, das Maison du Peuple. Im Gebäude waren eine Bibliothek, ein Café, Versammlungsräume und Gewerkschaftssekretariate untergebracht. Die gewerkschaftliche Musikkapelle L’Union instrumentale und der Chor L’Espérance probten im Volkshaus. Die Uhrmachergewerkschaften gingen grösstenteils in der Gewerkschaft SMUV ein. Ab 1937 etablierte sich in der Schweiz der sogenannte Arbeitsfrieden.

### Anarchistische Bewegung in Saint-Imier
Saint-Imier hat zusammen mit dem nahen Sonvilier eine lange Tradition als wichtiger Ort der anarchistischen Bewegung in Europa. 1872 fand hier, am Sitz der Juraföderation, am 15. und 16. September die Gründung der Antiautoritäre Internationale statt. Nachdem es nach der Pariser Kommune in Den Haag zum Bruch mit den Marxisten gekommen war, organisierten sie ihren eigenen Kongress. Beteiligte waren Michail Alexandrowitsch Bakunin, die Schweizer Anarchisten James Guillaume und Adhémar Schwitzguébel, die Italiener Errico Malatesta und Carlo Cafiero und weitere Mitglieder der Internationalen Arbeiterassoziation. Die Versammlung fand im Hôtel Central statt. Der Jura-Kenner und Autor Marcel Schwander meint, Saint-Imier sei danach nie mehr gewesen als «der Briefkasten der Organisation». Die Teilnehmer einigten sich in einer Resolution auf einen Slogan, der nachhaltig auf das politische Bewusstsein der anarchistischen Bewegung wirkte: «Die Zerstörung jeder politischen Macht ist die vorrangige Pflicht des Proletariats.»
Die Entwicklung anarchistischer Bewegungen im Jura hängt eng mit der Uhrenproduktion zusammen. Gerade die Uhrmacher und Graveure strebten stark nach Unabhängigkeit und Freiheit; viele waren zudem durch Erwachsenenbildung hochgebildet. Um diese anarchistischen Werte zu verteidigen, wurde 1984 in Saint-Imier das anarchistische Kulturzentrum Espace Noir ganz in der Nähe des Hotels Central gegründet, es hat ein Kino, einen Buchladen und vieles mehr. Die 1980er Jahre standen im Zeichen des Widerstands gegen den wirtschaftlichen Niedergang. In den 2010er Jahren gründete Chris Zumbrunn auf dem Mont Soleil oberhalb von Saint-Imier das Genossenschaftsprojekt La Décentrale. Es soll ein anarchistischer Think Tank werden. 2012 jährte sich die Gründung der IFA zum 140. Mal. Deshalb fand der IFA-Kongress in diesem Jahr im Hotel Central statt. Aufgrund der COVID-19-Pandemie um ein Jahr verschoben, fand im Juli 2023 der Anarchismus-Kongress Anarchy 2023 zum 151. Jubiläum der IFA mit 4000 Teilnehmenden erneut in Saint-Imier statt.
Der 2022 erschienene Film Unruh widmet sich der anarchistischen Bewegung und der Uhrenindustrie in Saint-Imier und spielt vor Ort. Das Forschungs- und Dokumentationszentrum Mémoires d’Ici an der Rue du Midi unterhält eine umfassende Sammlung von Zeitdokumenten über die Geschichte der Region.

## Bevölkerung
| Jahr | Einwohner |
| ---- | --------- |
| 1850 | 2632      |
| 1888 | 7557      |
| 1900 | 7455      |
| 1910 | 7442      |
| 1930 | 6504      |
| 1950 | 5972      |
| 1960 | 6704      |
| 1970 | 6740      |
| 1980 | 5430      |
| 1990 | 4921      |
| 2000 | 4807      |
| 2010 | 4831      |
| 2020 | 5163      |

Mit 5088 Einwohnern (Stand 31. Dezember 2023) ist Saint-Imier die zweitgrösste Gemeinde des Berner Juras. Von den Bewohnern sind 84,2 % französischsprachig, 6,6 % deutschsprachig und 3,8 % italienischsprachig (Stand 2000). Die Bevölkerungszahl von Saint-Imier erreichte bereits um 1890 mit rund 7600 Einwohnern ihren Höchststand. Die wirtschaftliche Situation der Gemeinde widerspiegelt sich in der Entwicklung der Einwohnerzahl während des 20. Jahrhunderts. Besonders grosse Rückgänge wurden von 1910 bis 1950 und während der 1970er Jahre verzeichnet.

## Politik
- SP: 6
- ARC: 10
- FDP: 15

Die Legislative heisst Conseil de ville (Stadtrat) und umfasst 31 Mitglieder. Sie werden von den Stimmberechtigten auf vier Jahre gewählt. Die Grafik rechts zeigt die Sitzverteilung des Stadtrates nach der Wahl vom 27. November 2022. Die FDP gewann 3 Sitze, die ARC (Alternative régionale et communale) verlor 2 und die SP 1 Sitz.
Die Exekutive von Saint-Imier ist der Conseil municipal (Gemeinderat). Er umfasst sieben Personen darunter den Gemeindepräsidenten. Zurzeit (2024) hat er folgende parteipolitische Zusammensetzung: FDP 4 Sitze, ARC 2 Sitze, SP 1 Sitz. Gemeindepräsident ist Corentin Jeanneret (FDP; Stand 2024).
Bei den Nationalratswahlen 2023 betrugen die Wähleranteile in Saint-Imier (in Klammern die Veränderung im Vergleich zu den Wahlen 2019 in Prozentpunkten): SVP 30,39 % (+5,28), SP 28,43 % (+6,99), Grüne 14,91 % (−2,36), FDP 14,18 % (+1,26), EVP 3,43 % (−0,23), glp 3,36 % (−0,69), Mitte 2,00 % (−5,32), EDU 1,18 % (−0,10), SD 0,31 % (−0,11).

## Wirtschaft

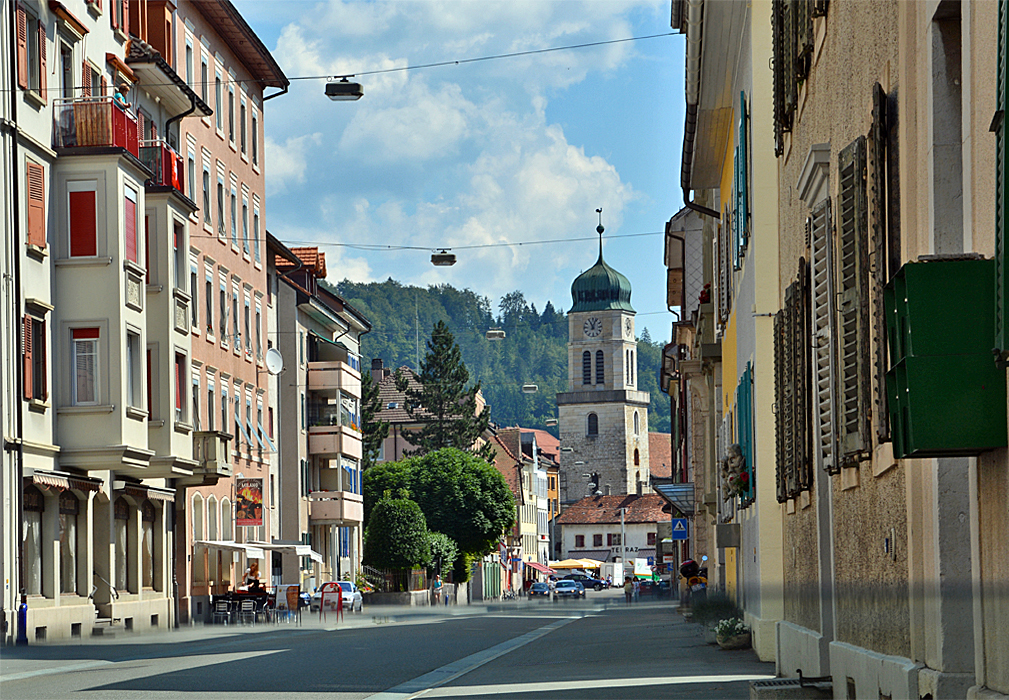
Im Zentrum

Saint-Imier war bis Ende des 18. Jahrhunderts hauptsächlich von der Landwirtschaft geprägt. Danach entwickelte sich im Ort die Uhrmacherei, zuerst teilweise in Heimarbeit und in kleinen Werkstätten, später auch in Fabriken. 1866 wurde die Compagnie des Montres Longines Francillon SA gegründet. Breitling, Blancpain, Chopard und TAG Heuer stammen ebenfalls ursprünglich aus Saint-Imier. Mit der Uhrenindustrie setzte ein rasanter wirtschaftlicher Aufschwung ein, und die Bevölkerung wuchs von 2632 Einwohnern (1856) auf 7557 Einwohner (1888). Saint-Imier wurde zum Zentrum der Uhrenherstellung im Vallon de Saint-Imier und erlebte nach 1880 eine Blütezeit, in der zahlreiche grosse Industriebauten erstellt wurden. 1901 wurde eine Uhrmacherschule, die heutige Ingenieurschule, gegründet. Unter der Krise in der Uhrenherstellung ab 1970 litt der Ort schwer. Hunderte von Arbeitsplätzen gingen verloren, und die Bevölkerungsabnahme verstärkte sich. Heute hat sich die Gemeinde auf die Mikromechanik und die Produktion von Präzisionsgeräten spezialisiert. Weitere Arbeitsplätze gibt es in der Herstellung von Uhrengehäusen. Auf den Jurahöhen spielt auch die Landwirtschaft noch eine bedeutende Rolle, wobei Viehzucht und Milchwirtschaft mit der Käsespezialität Tête de Moine überwiegen. Weiterhin finden sich hier das Sonnenkraftwerk auf dem Mont Soleil und das Windkraftwerk auf dem Mont Crosin, beide die jeweils grössten Anlagen ihrer Art in der Schweiz.

## Gesundheitswesen
Saint-Imier verfügt über ein öffentliches Spital mit 24-Stunden-Notfallversorgung. Bei Fällen, welche den Aufgabenbereich dieses Spitals überschreiten, besteht eine enge Zusammenarbeit mit dem Spitalzentrum Biel. Das Spital gehört zum Klinikverbund des Hôpital du Jura Bernois (inoffizielle deutsche Übersetzung: Spitäler des Berner Juras).
Im Januar 2020 wurde bekannt, dass der Regierungsrat des Kantons Bern 35 Prozent des Aktienkapitals der Spitalgruppe an Swiss Medical Network veräussert. Per 30. August 2021 wurde die privatwirtschaftliche Beteiligung um weitere 17 Prozent auf 52 Prozent erhöht.

## Verkehr

Logo des Funiculaire Saint-Imier-Mont-Soleil

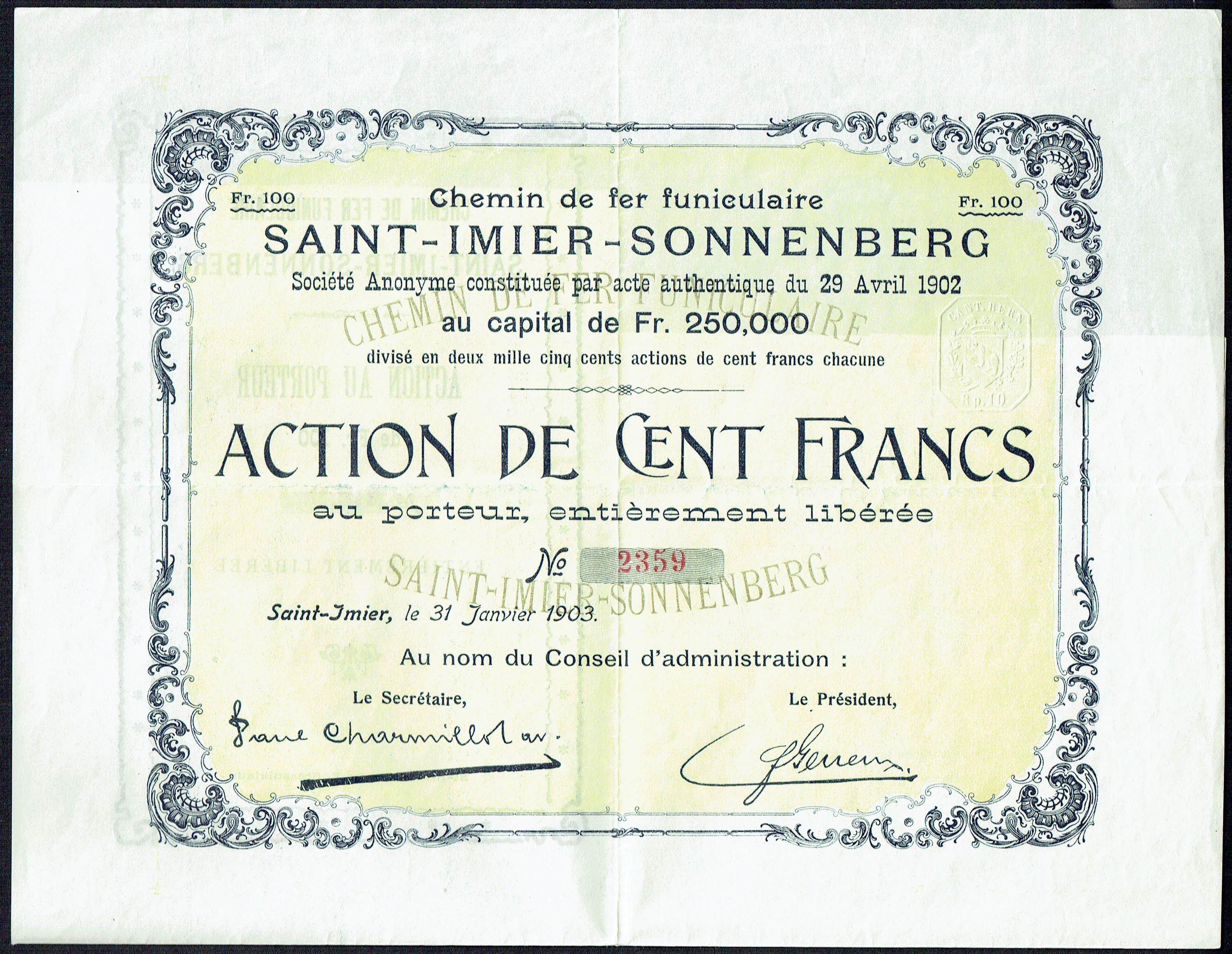
Aktie der Chemins de Fer Funiculaire Saint-Imier-Sonnenberg SA vom 31. Januar 1903

Die Gemeinde ist verkehrsmässig gut erschlossen. Sie liegt an der rege befahrenen Hauptstrasse von Biel nach La Chaux-de-Fonds sowie an der Kantonsstrasse von Tramelan via Saint-Imier und den Passübergang Col des Pontins in das Val de Ruz.
Die Eisenbahnlinie von Biel nach Convers wurde am 30. April 1874 mit einem Bahnhof in Saint-Imier eröffnet. Für die Feinverteilung im öffentlichen Verkehr sorgen ein Ortsbus, eine Buslinie auf den Chasseral (nur während des Sommers) und der Postautokurs von Saint-Imier nach Tramelan.
Seit 1903 führt eine Standseilbahn auf den Mont Soleil (Funiculaire Saint-Imier – Mont-Soleil).

## Sehenswürdigkeiten

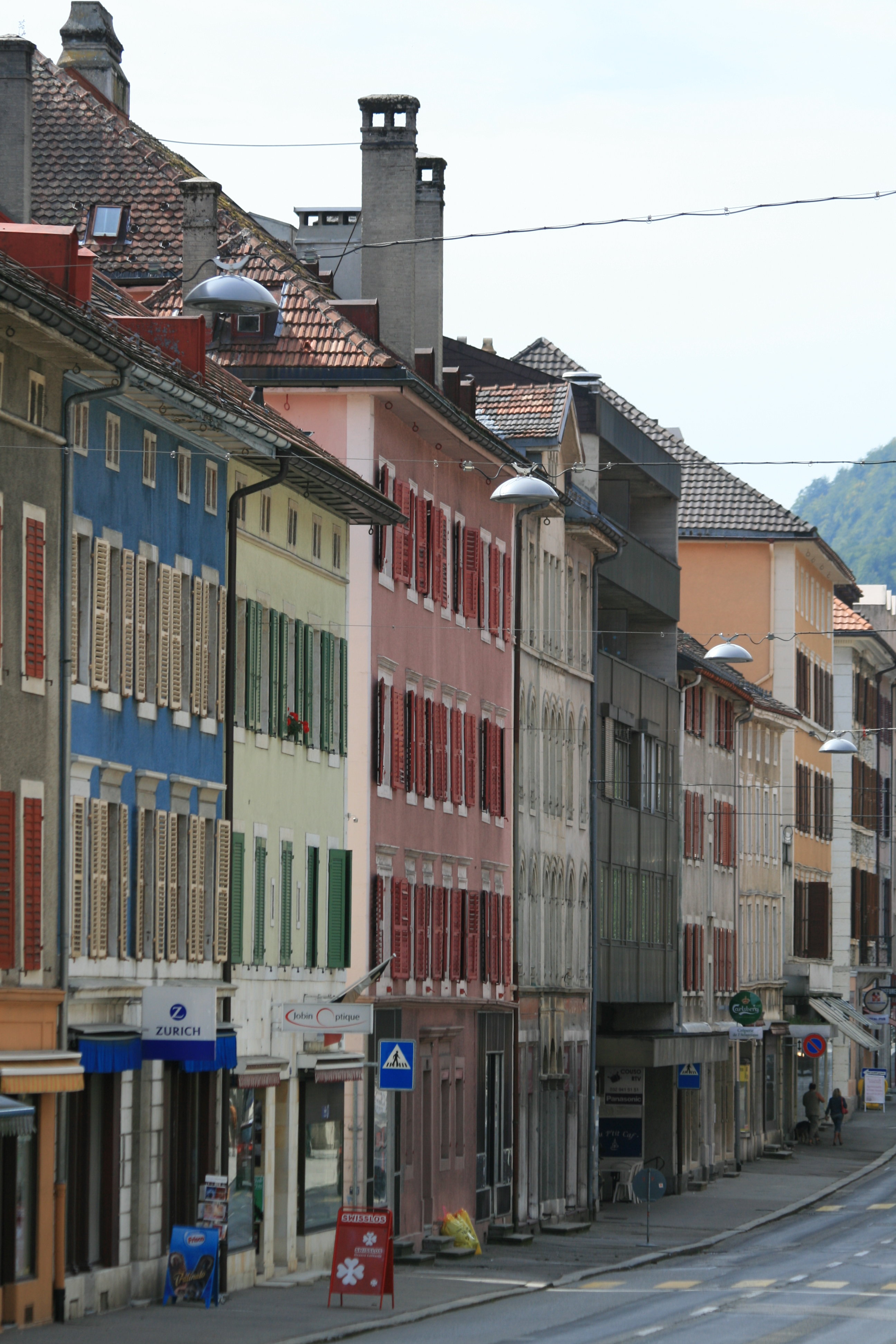
Saint-Imier

Erhalten geblieben ist die ehemalige Kollegiatkirche Saint-Imier, die im 11. Jahrhundert im spätottonischen Stil als dreischiffige Pfeilerbasilika mit drei Apsiden erbaut wurde. Ihr Frontturm wurde im 12. und 13. Jahrhundert errichtet und enthält ein Michaelsoratorium. Die Tour Saint-Martin, fälschlicherweise oft auch als Tour de la Reine Berthe bezeichnet, ist der übriggebliebene romanische Frontturm einer im Jahr 1828 abgebrochenen Kirche, deren ursprüngliche Teile auf dem Grab des heiligen Himerius errichtet wurden. Von der Kirche sind nur das romanische Taufbecken (11. und 12. Jahrhundert) sowie die Sankt-Himerius-Glocke von 1512 erhalten. Zu den neueren Kirchen in Saint-Imier gehören die neugotische katholische Pfarrkirche Saint-Martin (1862–1866) und die christkatholische Kirche Saint-Paul von 1912.
Das Ortsbild von Saint-Imier ist städtisch geprägt mit zahlreichen vier- bis achtstöckigen kubischen Wohnhäusern, die hauptsächlich aus der Zeit um 1850 bis 1900 stammen. Das Strassennetz wurde in Anlehnung an dasjenige von La Chaux-de-Fonds erstellt: ein rechtwinkliges System mit Strassen, die entweder hangparallel oder quer zum Hang verlaufen. Das terrassierte Gebäude der Sekundarschule wurde 1960–1962 errichtet. Auf den Jurahöhen befinden sich noch zahlreiche charakteristische alte Bauernhäuser mit weissgetünchter Fassade und grossflächigem Dach aus dem 17. bis 19. Jahrhundert.

## Persönlichkeiten
- Albert Locher (1856–1917), Politiker (FDP)
- Alfred Jaquet (1865–1937), Pharmakologe
- Charles Guyot (1890–1958), Radrennfahrer
- Charles Jeanneret (1892–1979), Unternehmer und Politiker (FDP)
- Clemente Rezzonico (1897–1976), Diplomat, Botschafter[29]
- Adrien Holy (1898–1978), Maler, Grafiker, Bühnenbildner und Kunstpädagoge
- Clarisse Francillon (1899–1976), Schriftstellerin
- Ernst Held (1901–2005), Gynäkologe
- Trudi Kocher (1902–1986), Politikerin (KPS, später SP)
- André Francillon (1913–2002), Unternehmer, Schulleiter und parteiloser Politiker
- Alfred Glauser (1913–2003), Romanist und Literaturwissenschaftler
- Georges Schneider (1919–2010), Bildhauer
- Denise Bindschedler-Robert (1920–2008), Völkerrechtlerin
- Jean-Pierre Monnier (1921–1997), Schriftsteller
- Robert Moser (1922–2005), Politiker und Verbandspräsident (FDP)
- Raymond Tschumi (1924–2015), Schriftsteller, Dichter und Hochschullehrer
- Charles Guyot (1925–1973), Radrennfahrer
- Marco Richterich (1929–1997), Kunstmaler
- Silvano Fasolis (* 1942), Komponist und Blasorchestermeister
- Daniel Jeandupeux (* 1949), Fussballspieler
- Elisabeth Baume-Schneider (* 1963), Politikerin (SP), Bundesrätin
- Christian Dorer (* 1975), Journalist
- Raymond Künzli (* 1984), Radrennfahrer
- Jonathan Hirschi (* 1986), Auto-Rennfahrer
- Gaëtan Augsburger (* 1988), Eishockeyspieler
- Conny Perrin (* 1990), Tennisspielerin
- Marie Krüttli (* 1991), Musikerin

## Film
- Cyril Schäublin (Regie): Unruh. Spielfilm, 93 Minuten. Schweiz 2022.